# Erich Tursch
Erich Tursch (* 16. Februar 1902 in Lišov (deutsch: Lischau), Königreich Böhmen; † 15. August 1983 in Kassel) war ein deutscher Maler, Graphiker und Kunsterzieher.

## Leben
Tursch erwarb zunächst eine Ausbildung in Malerei und Graphik an der Kunstakademie in Prag. Sein anschließendes Studium der Kunstgeschichte und Klassischen Archäologie an der Universität Prag schloss er mit der Promotion ab. Nach ersten Berufsjahren an verschiedenen Museen und Forschungsinstituten wurde er 1943 Direktor des Museums des Landesarchivs in Brünn.
Nach dem Ende des Zweiten Weltkriegs kam er 1949 nach Fritzlar in Nordhessen, wo er bis 1967 als Kunsterzieher am örtlichen Realgymnasium, der heutigen König-Heinrich-Schule, und als freischaffender Künstler wirkte. Tursch war sicherlich der bedeutendste Fritzlarer Maler des 20. Jahrhunderts. Sein Werk reicht von Ölgemälden und Aquarellen über Linol- und Holzschnitte bis zu Kreidezeichnungen und Radierungen, von denen viele in ganzen Zyklen sozialkritische Themen behandeln. Seine vor 1945 geschaffenen Werke gingen in den Nachkriegswirren verloren.

## Veröffentlichungen
- Kreis Saaz (= Kunstführer des Heimatbundes Sudetenland 1). Rohrer, Brünn/München/Wien 1942.